# Irena Jaśnikowska
Irena Stefania Jaśnikowska, coniugata Pflaum, detta Jasna (Čortkiv, 8 agosto 1912 – 1974), è stata una discobola, giavellottista e cestista polacca.

## Carriera
Con la Polonia ha disputato i Campionati europei del 1938, vincendo la medaglia di bronzo.